# Text Encoding Initiative
TEI (ang. Text Encoding Initiative) DTD – standard elektronicznej reprezentacji tekstu wraz z informacją o jego treści, pierwotnie opracowanym w SGML, następnie także w XML.
Pierwotnym założeniem projektowym TEI było wykorzystanie go do kodowania istniejących materiałów, jednak obecnie jest on też stosowany przy tworzeniu nowych tekstów.